# Holcosus undulatus
Holcosus undulatus — вид ящірок родини теїдових (Teiidae). Мешкає в Мексиці і Центральній Америці.

## Підвиди
Виділяють три підвиди:
- Holcosus undulatus dexter (Smith & Laufe, 1946) — південні схили Південної Сьєрра-Мадре (Оахака, Герреро);
- Holcosus undulatus miadis (Barbour & Loveridge, 1929) — Кукурудзяні острови (Нікарагуа);
- Holcosus undulatus undulatus (Wiegmann, 1834) — тихоокеанські схили перешийка Теуантепек (на захід до міста Пуерто-Анхель[en], на схід до Нільтепека[en]).

## Поширення і екологія
Holcosus undulatus мешкають у Мексиці й Нікарагуа. Вони живуть на узліссях тропічних лісів, у садах і на плантаціях.